# Catocala votiva
Catocala votiva là một loài bướm đêm trong họ Erebidae.